# Batalla de las Termópilas (323 a. C.)
La batalla de las Termópilas del 323 a. C. la disputaron los macedonios y una coalición de ejércitos de ciudades griegas entre las que se contaban Atenas y las de la Liga Etolia en el desfiladero de las Termópilas durante la guerra lamiaca.

## Historia
Antípatro envió mensajeros a Crátero y Filotas, que estaban por entonces en Asia con un ejército de más de diez mil soldados, para que acudieran en su auxilio cuando se enteró del estallido de la guerra. Pero las noticias que recibió sobre la suerte de los combates le convencieron de que no podía esperar a que llegasen los soldados de Asia y se encaminó al sur, a Tesalia, con trece mil peones y seiscientos jinetes, dejando Macedonia a cargo de Sipas. Los tesalios, que al principio habían tomado partido por Macedonia, cambiaron entonces de bando, se sumaron a la alianza ateniense y enviaron tropas al general ateniense Leóstenes, que ocupó el desfiladero de las Termópilas.
Los coligados superaban ampliamente a los macedonios en número. El historiador estadounidense Fred Eugene Ray especulaba que pudieron ser hasta 30 000 infantes y 3500 jinetes, 2000 de ellos tesalios. Antípatro perdió la batalla que se libró en el desfiladero e, incapaz de replegarse ante la magnitud de los ejércitos enemigos, se refugió en la ciudad de Lamía, donde lo asedió Leóstenes.

### Antigua
- Diodoro Sículo. Biblioteca histórica. Libro XVIII. Visualización en UChicago, basada en traducción griego-inglés por Russel M. Geer, Loeb Classical Library, volumen 9, 1947.

### Moderna
- Ray, Fred Eugene (2012). Greek and Macedonian Land Battles of the 4th Century B.C (en inglés). Jefferson: McFarland & Company. ISBN 9780786469734.